# I Get the Bag
I Get the Bag è un singolo del rapper statunitense Gucci Mane, realizzato in collaborazione con il gruppo musicale Migos, terzo estratto dal suo undicesimo album in studio Mr. Davis.

## Tracce
1. I Get the Bag – 3:53

## Classifiche

### Classifiche settimanali
| Classifica (2017/18) | Posizione massima |
| -------------------- | ----------------- |
| Canada               | 28                |
| Portogallo           | 89                |
| Slovacchia           | 89                |
| Stati Uniti          | 11                |
| Svezia               | 12                |
| Svizzera             | 100               |

### Classifiche di fine anno
| Classifica (2017) | Posizione |
| ----------------- | --------- |
| Stati Uniti       | 93        |
| Classifica (2018) | Posizione |
| Stati Uniti       | 72        |